# Christian Julin-Fabricius
Jens Christian Julin-Fabricius (* 20. April 1802 in Uetersen (Holstein); † 17. Juni 1875 in Kopenhagen) war ein deutsch-dänisch-schwedischer Dichter, Pädagoge, Übersetzer und Jugendbuchautor.

## Leben

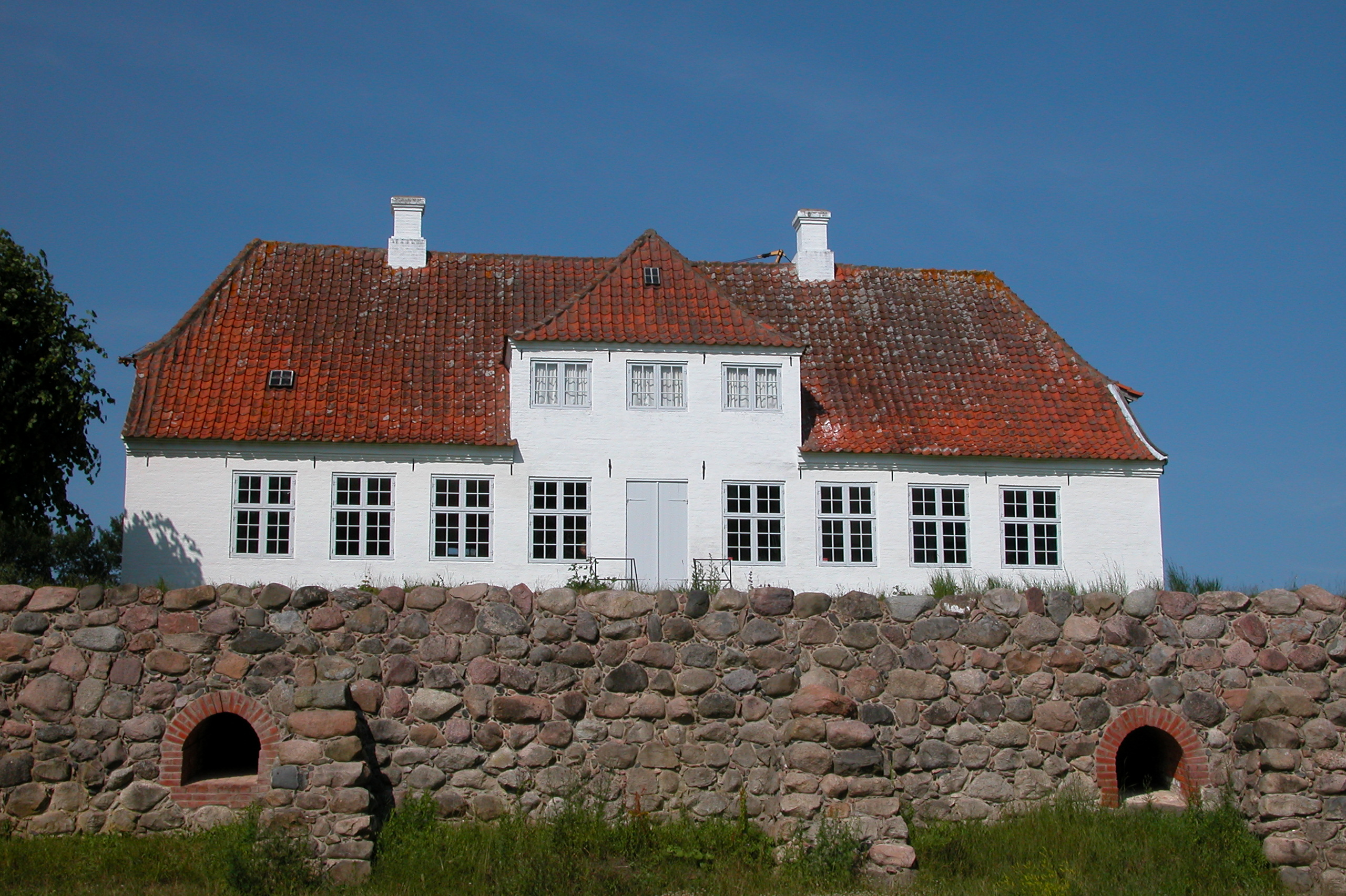
Herrenhaus Søbygård

Julin-Fabricius wurde als Sohn des Ove Fabricius (1762–1821), Besitzer des Gutes Søbygård auf der Insel Ærø, und seiner Frau Anna Cathrine geb. Nissen (1781–1849) in Uetersen geboren. Er besuchte die Gelehrtenschule in Plön und von 1816 bis 1820 das Gymnasium in Odense. Mit 19 Jahren studierte Julin-Fabricius bis 1823 an der Universität Kopenhagen neuere Philosophie und Humanismus, deutsche sowie französische Literatur und Sprache. Danach reiste er zu wissenschaftlichen Zwecken von 1823 bis 1826 nach Belgien, Frankreich, der Schweiz und Italien und versuchte dabei neben ausgezeichneten Kenntnissen der Sprachen und ihrer Literatur auch Welt- und Menschenkenntnisse zu erwerben. Danach kehrte Julin-Fabricius nach Dänemark zurück und machte als Publizist und Redakteur der Skanderborg Amtstidende (1828–1831) auf sich aufmerksam. Danach arbeitete er als Lehrer an der Metropolitanschule in Kopenhagen und studierte wieder an der Universität Kopenhagen, gab aber das Studium wieder auf, um sich der eigentlichen Richtung seines bisherigen Strebens, dem pädagogischen Fach zu widmen, das er Metropolitanschule in Kopenhagen und dem Erziehunginstitut „Barnängen“ in Stockholm lehrte. 
Nach dem Tod seiner ersten Frau Magdalene geb. Aagaard (1803–1839) heiratete Julin-Fabricius 1842 in Gothenburg seine zweite Frau Elisabeth Sophia geb. Andrén (1811–1870) und lebte mit deren Kindern in Kopenhagen und Stockholm und verfasste dort für die dänischen und schwedischen Gelehrtenschulen sein Werk Tydsk Grammatik in beiden Sprachen. Als Anerkennung für diese Arbeit erhielt er am 29. Juli 1846 von der Christian-Albrechts-Universität zu Kiel die philosophische Doktorwürde. Am 17. Dezember 1846 wurde er schwedischer Staatsbürger.
In Dänemark erschienen anfangs unter seinem Pseudonym Jens Julin-Fabricius mehrere bestsellerische Originalarbeiten wie der Der Kindesraub in Schweden (1837) und Gedichte, sowie Übersetzungen aus dem Deutschen und Schwedischen, unter anderen die Romane von Fredrika Bremer. Ebenfalls übersetzte er dänische, norwegische und schwedische Arbeiten in die deutsche Sprache. Beruflich setzte Julin-Fabricius seine pädagogische Arbeit als Oberlehrer am Gymnasium in Hadersleben fort und war gleichzeitig 1848 und 1849 Redakteur der Nordschleswig'schen Zeitung. Infolge der Wirren des Schleswig-Holsteinischen Krieges (1848–1851) gab er seine Stelle als Lehrer auf und zog für einige Jahre nach Hamburg-St. Pauli. Dort gründete er die Norddeutsche Jugendzeitung, aus der später die Deutsche Jugendzeitung wurde. 1861 wurde Julin-Fabricius an die Universität in Uppsala berufen.

## Werke (Auswahl)
- Tysk grammatik til Brug for lærde Skoler og højere Underviisningsanstalter udarbejdet efter de bedste og nyeste Kilder (Kopenhagen 1835)
- Tysk grammatik till Bruk för högre Lärdomsskolor och Undervisningsanstalter (Stockholm 1837)
- Der Kindesraub in Schweden (Stockholm 1837)
- Übersetzung: Fredrika Bremer: Nabofamilierne  (1837)
- Übersetzung: Carl Jonas Love Almqvist: Colombine eller Duen fra Skaane (1837)
- Übersetzung: Fredrika Bremer: Hemmet eller familje-sorger och fröjder (1839)
- Übersetzung: Emilie Flygare-Carlén: Fosterbröderne (1840)
- Übersetzung: Maurits Christopher Hansen: Polykarps supplerede Manuskripter eller en Slægts Historie. (1844)
- Übersetzung: Magnus Jacob Crusenstolpe: Russische Hofgeschichten (Werk über Katharina die Große) (1855)
- Übersetzung: Fredrika Bremer: Presidentens döttrar (1834) (Die Töchter des Präsidenten. Erzählung einer Gouvernante, 1862)
- Nytt, fullständigt och lättfattligt declinations-system för Tyska språkets substantiver (1867)
- Norddeutsch Jugendzeitung (Wochenzeitung zur Bildung des Herzens und Geistes für die heranwachsende Jugend beiderlei Geschlechts) (1853–1855)
- Deutsche Jugendzeitung (Wochenzeitung zur Bildung des Herzens und Geistes für die heranwachsende Jugend beiderlei Geschlechts),
 später (Zur Belehrung und Unterhaltung für die Jugend und für Erwachsene. Deutschlands Söhnen und Töchtern gewidmet) (1856-)